# ハサン・ロウハーニー
ハサン・ロウハーニー（ペルシア語: حسن روحانی Ḥasan Rowḥānī またはRouḥānī  発音、1948年11月13日 - ）は、イランのシーア派ウラマー（ホッジャトル・エスラーム）、政治家。イラン大統領（第7代）を2期8年に渡り務めた。公益判別会議戦略研究センター長（1992年 -）、公益判別会議議員（1991年 -）、専門家会議議員（1999年 -）。
元国会副議長（4期、5期）、元国家安全保障最高評議会書記（1989年 - 2005年）、元核問題交渉責任者（2003年 - 2005年）。イラン政界にあって穏健派とされるハーシェミー・ラフサンジャーニー（第4代イラン大統領）の側近として知られる。
日本語ではローハーニー、ルーハーニー、ローハニー、ローハニ、ロウハニ、ロハニとも表記される。

## 経歴

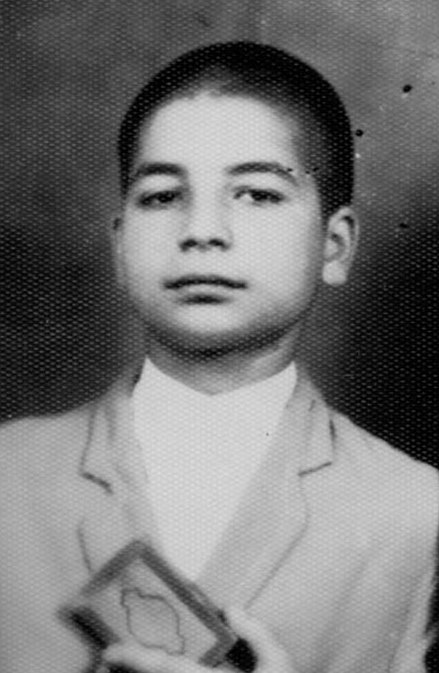
少年時代（1950年代）

セムナーン州ソルヘ出身。テヘラン大学を卒業、英国のグラスゴー・カレドニアン大学に留学し、博士号を取得した。
イラン・イスラム革命前は、反シャー運動に参加し、モハンマド・レザー・パフラヴィーの国家運営に反発した
。
イラン・イラク戦争時は、高等国防委員会委員、イラン空軍司令官、イラン国軍副司令官をつとめた。
1999年（平成11年）10月及び2004年（平成16年）3月に訪日している。
2013年6月のイラン大統領選挙に立候補。同年6月14日に行われた投票で18,613,329票を獲得し、当選に必要な50 %を上回る得票率で、有力候補と目された保守派のモハンマド・バーゲル・ガーリーバーフテヘラン市長や保守強硬派のサイード・ジャリーリー国家安全保障最高評議会書記などを破り、当選した。

### 大統領時代
2013年8月3日、第7代イラン大統領に就任した。第一副大統領には改革派のエスハーグ・ジャハーンギーリーを任命した。
イラン国会で、ロウハーニーが提出した閣僚名簿の信任投票が8月15日に行われ、18人のうち外務大臣や石油大臣など主要閣僚を含む15人が信任された。
| 省庁                 | 閣僚候補者                             | 信任 | 不信任 | 棄権 |
| -------------------- | -------------------------------------- | ---- | ------ | ---- |
| 農業                 | マフムード・ホッジャティー             | 177  | 81     | 26   |
| 情報通信技術         | マフムード・ヴァーエズィー             | 218  | 45     | 20   |
| 協同組合・労働・福祉 | アリー・ラビーイー                     | 163  | 100    | 21   |
| 文化イスラーム指導   | アリー・ジャンナティー                 | 234  | 36     | 12   |
| 国防                 | ホセイン・デフガーン                   | 269  | 10     | 5    |
| 経済財政             | アリー・タイエブニヤー                 | 274  | 7      | 3    |
| エネルギー           | ハミード・チートチヤーン               | 272  | 7      | 5    |
| 外務                 | モハンマド・ジャヴァード・ザリーフ     | 232  | 36     | 13   |
| 厚生医療教育         | セイエド・ハサン・ガーディーザーデ     | 260  | 18     | 6    |
| 道路・都市開発       | アッバース・アーホンディー             | 159  | 107    | 18   |
| 商鉱工業             | モハンマドレザー・ネエマトザーデ       | 199  | 60     | 24   |
| 情報                 | セイエド・マフムード・アラヴィー       | 227  | 38     | 18   |
| 内務                 | アブドルレザー・ラフマーニーファズリー | 256  | 19     | 9    |
| 法務                 | モスタファー・プール＝モハンマディー   | 201  | 64     | 19   |
| 石油                 | ビージャン・ナームダール・ザンゲネ     | 166  | 104    | 13   |
| 科学研究技術         | ジャアファル・ミーリーモンファレド     | 105  | 162    | 15   |
| スポーツ・青年       | マスウード・ソルタニファル             | 117  | 148    | 18   |
| 教育                 | モハンマド・アリー・ナジャフィー       | 105  | 162    | 15   |

10月26日、イラン国会で、残る3つの閣僚候補に対する信任投票が行われ、科学技術と教育の2人は信任を得たが、残り1人は不信任となった。
| 省庁           | 閣僚候補者                   | 信任 | 不信任 | 棄権 |
| -------------- | ---------------------------- | ---- | ------ | ---- |
| 科学技術       | レザー・ファラジーダーナー   | 159  | 70     | 32   |
| 教育           | アリー・アスガル・ファーニー | 185  | 53     | 24   |
| スポーツ・青年 | レザー・サーレヒーアミーリー | 107  | 141    | 13   |

11月17日、国会における信任投票でスポーツ・青年大臣に指名されたマフムード・グーダルズィーが信任され、これにより全閣僚が決定した。
| 省庁           | 閣僚候補者                 | 信任 | 不信任 | 棄権 |
| -------------- | -------------------------- | ---- | ------ | ---- |
| スポーツ・青年 | マフムード・グーダルズィー | 199  | 44     | 24   |

2016年2月に行われた第5期専門家会議選挙ではテヘラン選挙区（定数16）で立候補し、3位で当選を果たした（1位はハーシェミー・ラフサンジャーニー）。また、同じ日に行われた第10期国会議員選挙では、ロウハーニー寄りの改革派・穏健派が躍進した。
2017年の大統領選挙に再選を目指して立候補し、4月20日、ロウハーニーと保守強硬派の対抗候補エブラーヒーム・ライースィーを含む6人の候補者が、正式に選挙参加資格を認められた。
2017年5月19日に大統領選が行われ、翌20日にアブドッレザー・ラフマーニー・ファズリー内務大臣より開票結果が発表、開票された4122万131票の有効票のうち、現職のロウハーニーが有効投票の過半数となる2354万9616票を獲得して、決選投票なしに大統領を続投することが確定した。

## 対外政策
2013年9月5日、6カ国との核協議の担当を、国家安全保障最高評議会から外務省へ移した。
2013年9月27日、アメリカのバラク・オバマ大統領と電話で会談した、イラン・イスラーム革命の後、米国首脳と初めて直接接触。
大統領就任後、アラブ諸国のうち最初に訪問した国はオマーンであった(2014年3月)。
2014年9月24日、英国のキャメロン首相と会談した。両国首脳の会談はイスラーム革命後では初のこと。
2016年に革命防衛隊が「イスラエルは抹消されなければならない」と書き込まれた弾道ミサイルの発射実験が実施したことについては、2017年5月6日、2015年に欧米と結んだ核開発に関する合意を妨げるものであったとして革命防衛隊を批判した。
2019年12月、来日。

## 人物
母語であるペルシア語の他、アラビア語、英語を流暢に話す。
厳格で公平な性格である。保守穏健派であり、従来の強硬路線とは一線を画している。